# IC 390
IC 390 је лентикуларна галаксија у сазвјежђу Еридан која се налази на листи објеката дубоког неба у Индекс каталогу.
Деклинација објекта је - 7° 12' 21" а ректасцензија 4h 42m 3,8s. Привидна величина (магнитуда) објекта IC 390 износи 14,3 а фотографска магнитуда 15,2. IC 390 је још познат и под ознакама MCG -1-12-46, NPM1G -07.0171, PGC 15844.